# Епитафи Ђунисијевићима на гробљу Рајковача у Ртарима

Епитафи Ђунисијевићима на гробљу Рајковача у Ртарима представљају значајна епиграфска и фамилијарна сведочанства преписана са старих надгробних споменика у доњодрагачевском селу Ртари, Oпштина Лучани.
Није познато када су се и одакле у Ртаре доселили преци Ђунисијевића. Родоначелник фамилије, Ђунисије, био је учесник Првог и Другог српског устанка. Погинуо је маја 1815. године, штитећи збег од Турака у Овчарско-кабларској клисури.
Ђунисијеви синови Петар и Јован прузели су презиме по смрти свог оца. Петар је у чибучком дефтеру из 1824. године уписан као Петар Диван, а овај надимак добио због тога што је могао данима да седи и прича (дивани). Петар је са супругом Станицом имао сина Матију ожењеног Станом. Од њиховог сина Пантелије грана се један део родословног стабла Ђунисијевића.
Други Ђунисијев син, Јован, са супругом Василијом имао синове Јевта, Алексу и Андрију који су имали бројно потомство. Осим синова, Јован је имао и две две ћерке - Миленију и Ану.
У Ртарима и Чачку данас има неколико породица из ове фамилије, као и по једна у Врњачкој Бањи, Нишу, Сарајеву и Зеокама. Ђунисијевићи славе 
Никољдан.
Споменик Пауну Ђунисијевићу (†1850)
ПАУН Ђунисијевић
пож. 30 г.
умре 1850

Споменик Станици Ђунисијевић (†1856)
Овде почива раб Божиа
СТАНИЦА
супруга Петра Ђунисијевића
поживи 45 г.
умре 27 априла 1856 г:

Споменик Јовану Ђунисијевићу (†1863)
Раб Божи
ЈОВАН Ђунисијевић
по. 60: г.
умро 9ог марта 1863: г.
Спомен подиже Јевто син его

Споменик Василији Ђунисијевић (†18??)
ИС ХР
Овде ВАСИЛИЈА
жена Јована Ђунисијевића
поживи .... а умре ...
Спомен подиже јој син Јевто
и  д: е: ц: а:

Споменик Ристи Ђунисијевић (†1870)
Овде РИСТА
жена Андрије Ђунисијевића
1870

Споменик дечаку Драгићу Ђунисијевићу (†187?)
Овде ДРАГИЋ
син Јевта Ђунисијевића
поживи 15 г.
умро 6 маја 187...

Споменик Павлу Ђунисијевићу (†1879)
Овде је сахрањено тијело
ПАВЛА Ђунисијевића из Ртара
који поживи 35 г.
умре 16 Декембра 1879 год.
Спомен подиже супруга му

Споменик петогодишњој Сари Ђунисијевић (†1887)
САРА
кћи Јевта Ђ.
Пож. 5 г.
умре 6 априла 1887 г.

Споменик Стани Ђунисијевић (†18??)
Овде
СТАНА
супруга Матије Ђунисијевића
поживи 60 г.
умре ...

Споменик девојци Марти Ђунисијевић (†1893)
МАРТА
кћи Петра Ђунисијевића
поживи 18 г.
а умре 1893. г.
Спомен подигоше браћа
Ранко Миленко - Раденко.

Споменик Мирси Ђунисијевић (†1893)
Овде почива раба божија
МИРСА
прва супруга Јелесија Ђунисијевића из Ртара
и жалосна кћи уцвељеног оца
Обрада Вуловића из Дучаловића и мајке Петрије
у 20-ој години живота свог ожалости оца и мајку
21. новембра 1893. г. престави се у вечност.
Бог да је прости.
Вечити оваи споменик положише јој
Јелесије Ђунисијевић
и њени тужни родитељи Обрад и Петрија

Споменик трогодишњем Антонију Ђунисијевићу (†1894)
Овде АНТОНИЈЕ
син Јелесија Ђунисијевића
поживи 3 г.
умро 1 март. 1894 г.

Споменик Јелесију Ђунисијевићу (†1904)
Овде почива раб Божи
ЈЕЛЕСИЈЕ Ђунисијевић из Ртара
поживи 37 г.
умре 6 априла 1904. г.
Спомен подижу му супруга Криста
и кћи Вукосава.

Споменик Ранку (†19??) и војнику Мирку Ђунисијевићу (†1916)
У вечном миру овде одмарају земни остатци
РАНКА Ђунисијевића из Ртара
рођен 6 јануара 1902 г.
Бог да му душу прости.
МИРКО
рођен 1898 г.
а као војник умро 1916 год.
у заробљеништву у Брац Науму.
Учестовао у рату 1915 г.
Спомен подигоше му синови - синовци
Ђорђе и Јаблан.

Споменик Дмитри Петровић, мајци Велике Ђунисијевић (†1929)
Овде почива
ДМИТРА
верна супруга Младена Петровића из Парменца
пошто није имала више деце
умрла је код ћерке и зета у Ртарима
и овде је сахрањена.
Поживи 62 г.
а умре 25.11.1929. год.
Спомен јој подиже за вечну успомену
кћи Велика Ђунисијевић унуци и унуке.

Споменик Раденку Ђунисијевићу (†1930) и његовој деци
Пред овим спомeником
сахрањено јe тело пок.
РАДЕНКА Ђунисијевића из Ртара
пож. 50 год.
умро 23.IV.1930 г.
Његова деца МЛАДОМИР
пож. 22 год.
умро 28.1.1930. год.
РАТОМИР
пож. 16 г.
умро 28.VI.1930.
СИБИНКА
пож.19 г.
умре 23.IX.1928 г.
ДОБРИИКА
пож. 3 г
умрe 1913.
Овај спомен подиже мужу и деци
Јeленка и њени синови
Велимир, Стојан, Анђељко и Боривоје у 1955
РАДЕНКО
син Даницe и Анђељка
пож. 7 месеци
умро 2.II.1949. г.

Споменик девојци Здравки Ђунисијевић (†1932)
Овде почива
ЗДРАВКА
кћи Станојке и Миленка Ђунисијевића
Пожив. 19 г.
после тешког боловања као девојка
пресели се у вечност 1932 г.
и остави родбину да за њом тугују
Бог да јој душу прости.

Споменик ученику Милораду Ђунисијевићу (†1933)
Читаоче овог белог света
прочитај спомен мога кратког века
МИЛОРАД
син Јаблана и Велике Ђунисијевић из Ртара.
Рођен 10.XII.1920 г.
Завршио малу матуру
а умро 11.XII.1933 г.
Спомен му подиже отац Јаблан
мајка Велика браћа и сестре.

Споменик Миленку Ђунисијевићу (†1941) и његовим синовима Миладину (†1918) и Станојлу
ЂУНИСИЈЕВИЋ МИЛЕНКО из Ртара
рођ. 1879 г. поднаредник Бивше југ. Војске
учестовао у рату од 1912 до 1918 г.
Дуже време бијо кмет овог села
Умро 27.11.1941 г. и овде је сахрањен.
Спомен подигоше ћерке Косана зетови Јован и Томо
Син му
МИЛАДИН
пож. 17 г.
умро 1918 г.
син СТАНОЈЛЕ
пож. 7 г.

Споменик Станојки Ђунисијевић (†1944) и ћерки Ковини
Овде почива
СТАНОЈКА
супруга пок. Миленка Ђунисијевића
пож. 71 г.
а. умре 20. VII -1944. Г.
Спомен подиже ћерка Косана и зетови Јован и Томо.
Ћерка јој
КОВИНА
пож 3 г.

Споменик девојци Милени Ђунисијевић (†1944)
Овде вене моја младост
моме роду тужна жалост
МИЛЕНА
кћи Вeлике и Јаблана Ђунисијевића из Ртара
рођeна 13. ј: 1928 год.
а умре у цвету младости 13 ј: 1944. год.
Спомен јој подиже отац Јаблан
и мајка Вeлика браћа и сестре.